# Бундек
Бундек (хорв. Bundek) — озеро в Загребі, в районі Новий Загреб-Схід. Раніше занедбане, 2005 року шляхом реконструкції перетворене разом із прилеглим парком на центр туризму та культурно-масових заходів Нового Загреба.
Площа парку становить 545 тис. м2, із яких 470 тис. м2 припадає на зелені угіддя (травники), 50 тис. м2 — на водні угіддя (озеро), а 10 тис. м2 — на пішохідні доріжки.

## Історія
Бундек згадується в ХІХ столітті як частина поселення Оток Запрудський. Штучне озеро було створено у другій половині ХХ сторіччя у зв'язку з розкопами, що відбулися після будівництва нових житлових будинків у Новому Загребі. До 1980-х років озеро було популярним у столиці місцем для купання, але відтоді його занехаяли. Завдяки впорядкуванню озера і  довколишньої місцевості протягом 2005 року парк і озеро повернули колишню життєву силу.

## Зручності
Озеро розділено на дві частини: Велике та Мале озеро. На Великому озері є пляжі та можливості для купання, тоді як Мале озеро — це середовище існування різних видів рослин і тварин. У парку є пішохідні та велосипедні доріжки, дитячі майданчики та ресторани.

## Культура
У парку Бундек щороку організовуються різні культурні заходи, зокрема Фестиваль феєрверків (хорв. Festival vatrometa), міжнародна садова виставка «Floraart» і музичний фестиваль «Руянфест» (хорв. Rujanfest «Вересеньфест»).

## Галерея

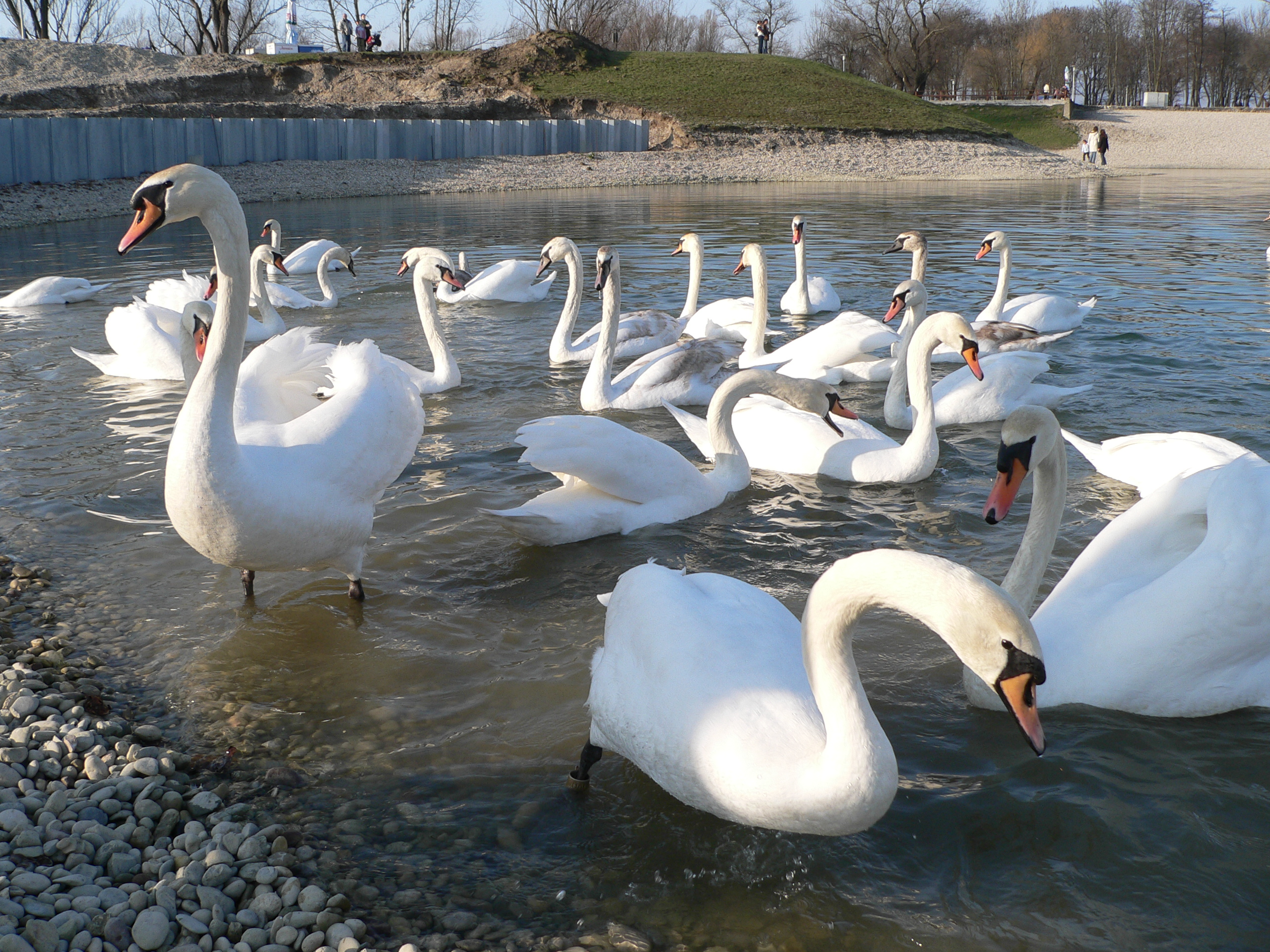
Лебеді на озері
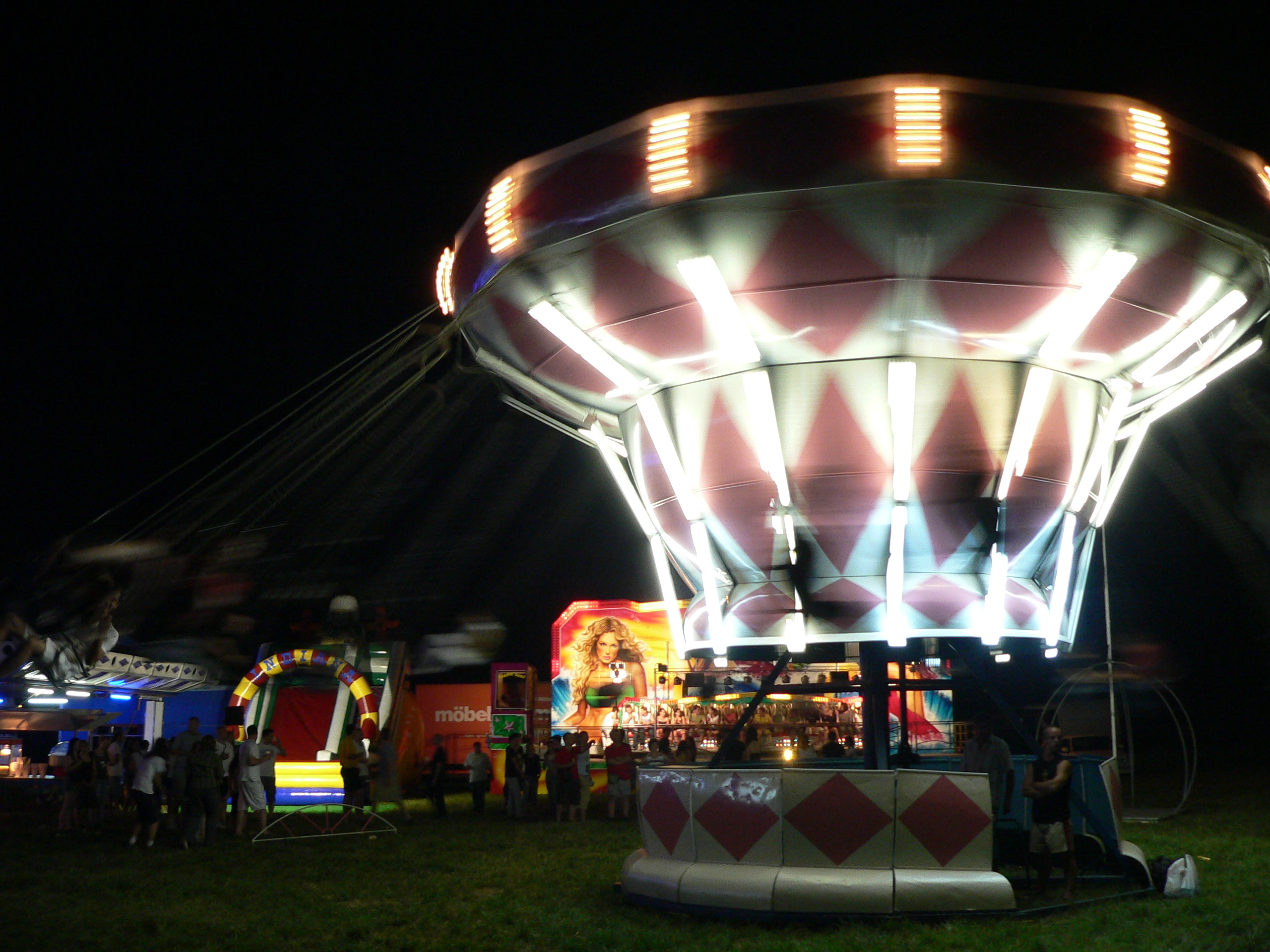
Літній фестиваль у парку
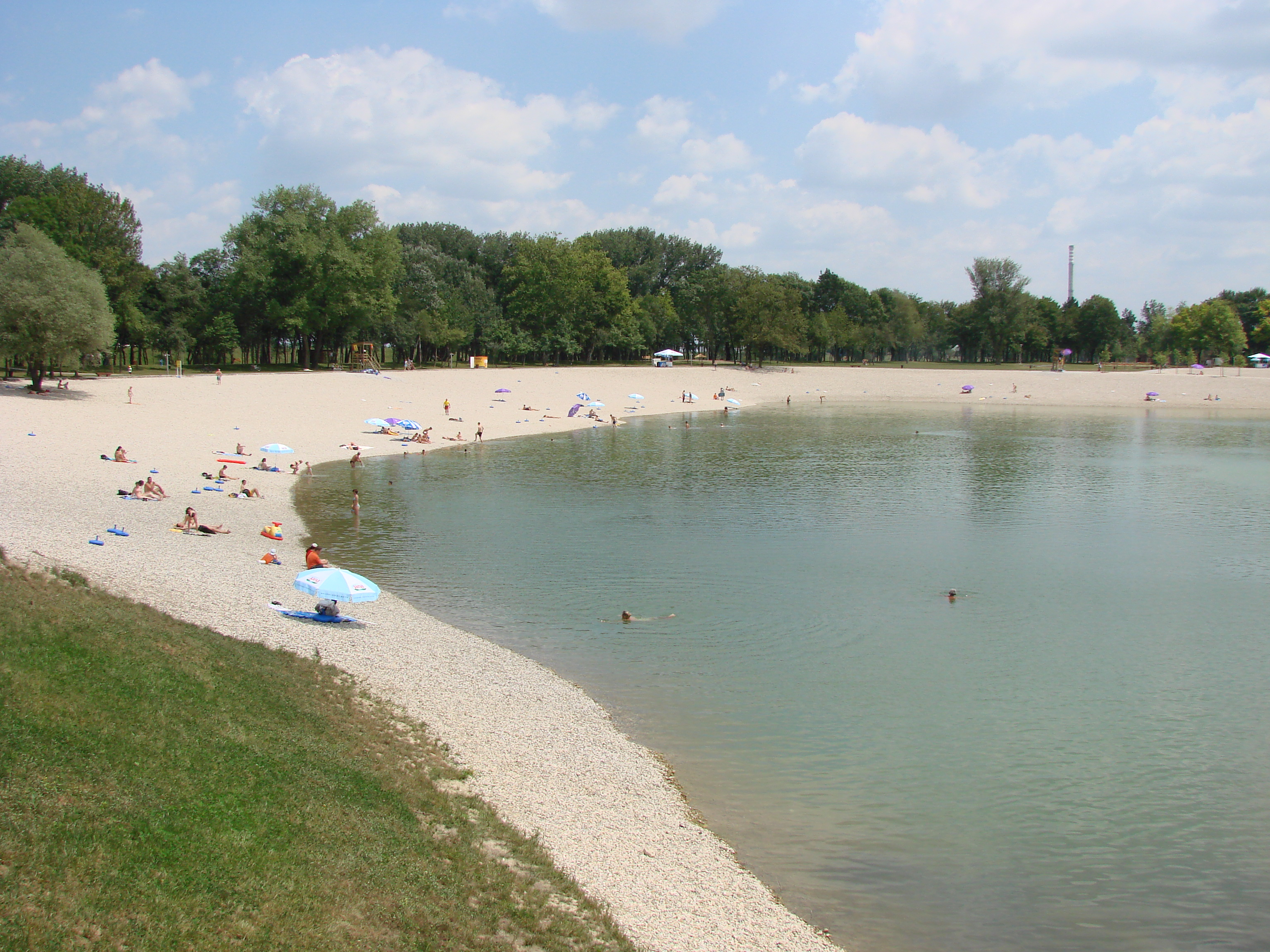
Пляж на озері
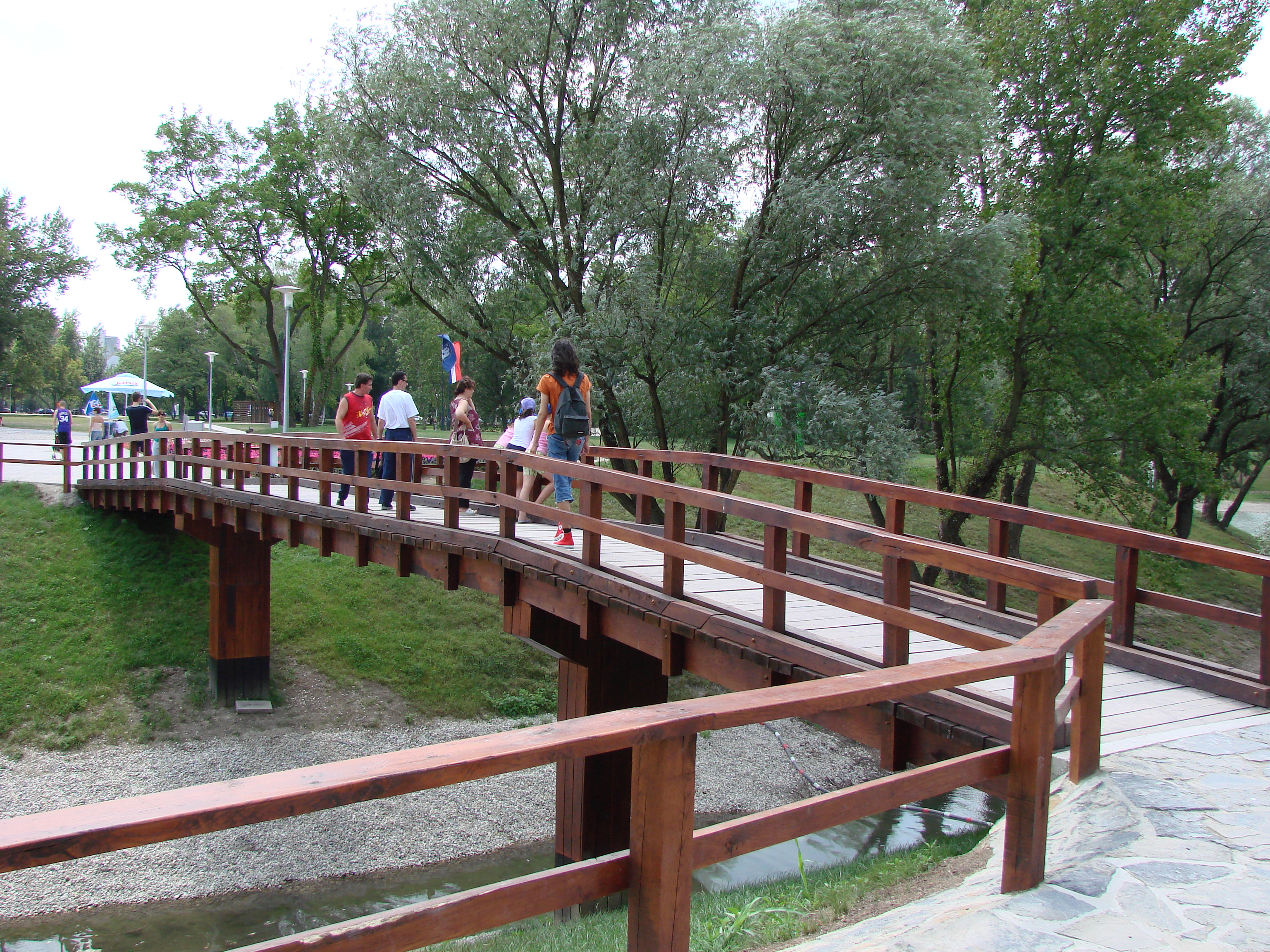
Міст у парк